# Atmosfera di Io
L'atmosfera di Io è estremamente sottile e consiste principalmente in diossido di zolfo (SO2). Alla superficie è stimata una pressione di un miliardesimo di atmosfere. È fortemente influenzata dalle radiazioni presenti nella magnetosfera di Giove, che la depredano costantemente dei suoi costituenti, e dagli episodi di vulcanismo sulla luna, che contribuiscono a ricostituirla. Presenta una struttura non uniforme, con una densità maggiore in corrispondenza dell'equatore, dove si concentrano anche i principali fenomeni atmosferici. I più evidenti dalla Terra sono le aurore (che su Io sono quindi equatoriali e non polari).

## Caratteristiche
L'atmosfera di Io, estremamente sottile, consiste principalmente in diossido di zolfo (SO2, comunemente indicato come anidride solforosa). Alla superficie è stimata una pressione di un miliardesimo di atmosfera.
Un'atmosfera così sottile non comporta alcuna protezione dalle potenti radiazioni presenti nella magnetosfera gioviana. Questo dato dovrà essere tenuto in considerazione dai progettisti di future missioni spaziali che prevedono un allunaggio su Io. Inoltre, per le stesse ragioni, l'attraversamento dell'atmosfera di Io non necessita di uno scudo termico, ma piuttosto di un sistema di retrorazzi che permettano un allunaggio morbido.
Le stesse radiazioni (nella forma di un plasma) depredano l'atmosfera dei suoi costituenti, che devono essere costantemente riforniti. La principale fonte di SO2 è il vulcanismo presente su Io, sebbene una fonte secondaria, ma comunque importante, sia la sublimazione del diossido di zolfo congelato sulla superficie, indotta dall'incidenza della radiazione solare. L'atmosfera è concentrata principalmente in corrispondenza dell'equatore della luna, dove la superficie è più calda e dove sono collocati i principali coni vulcanici. Ulteriori differenze sono state osservate, con le densità più alte misurate in corrispondenza delle bocche vulcaniche (in particolare in presenza di episodi eruttivi) e nell'emisfero opposto rispetto a quello che Io mostra a Giove, dove l'SO2 congelato è più abbondante.
Immagini ad alta risoluzione scattate mentre sul satellite il Sole è eclissato da Giove, hanno rivelato una luminescenza simile a quella prodotta da un'aurora polare sulla Terra. Come accade sul nostro pianeta, questo fenomeno deriva dall'impatto della radiazione con l'atmosfera. Le aurore generalmente si manifestano attorno ai poli magnetici di un pianeta, ma su Io esse sono più luminose in prossimità dell'equatore. Io, immersa nella magnetosfera di Giove, non possiede un campo magnetico proprio. Gli elettroni presenti nella magnetosfera del pianeta, quindi, collidono senza essere deviati sull'atmosfera della luna. Un numero maggiore di collisioni, generando aurore più luminose, si verifica laddove le linee di campo sono tangenti al satellite (cioè in corrispondenza dell'equatore), perché lì la colonna di gas che attraversano è maggiore. Le aurore corrispondenti a tali punti su Io son viste "dondolarsi" al cambiare dell'orientazione del dipolo magnetico inclinato di Giove.

## Osservazione

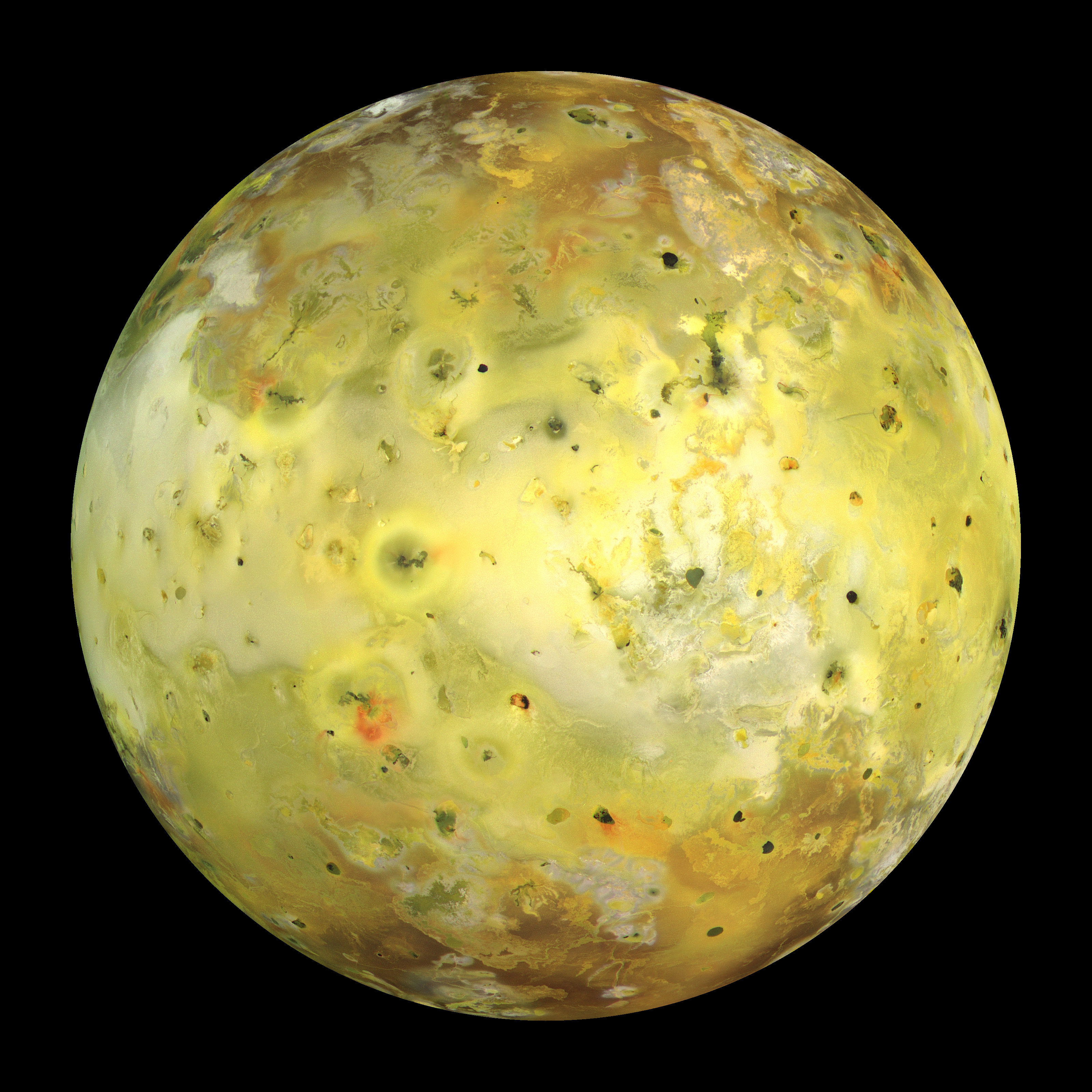
Un'immagine di Io ripresa dalla sonda Galileo nel luglio del 1999.

La prima rilevazione dell'atmosfera di Io avvenne grazie ai dati raccolti dalla Pioneer 10 durante il sorvolo del sistema di Giove, nel 1973. Le analisi nell'infrarosso eseguite con lo strumento IRIS durante il sorvolo delle sonde Voyager permisero di rilevare i primi componenti dell'atmosfera, in particolare il diossido di zolfo.
Le sonde Voyager rilevarono anche la presenza di un toro ionico in corrispondenza dell'orbita di Io, derivante dall'interazione dell'atmosfera della luna con la magnetosfera gioviana. L'esplorazione di tale struttura è proseguita durante il sorvolo di Giove della sonda Ulysses.
La conoscenza dell'atmosfera di Io è migliorata grazie alle analisi condotte durante la missione Galileo. Lo studio dell'atmosfera di Io e del vulcanesimo che l'alimenta è proseguito con osservazioni dalla Terra e dallo spazio, utilizzando il Telescopio spaziale Hubble. Anche durante il sorvolo di Giove della New Horizons nel 2007 lo studio di Io è stato considerato uno degli obiettivi principali.